# Teudis parvulus
Teudis parvulus är en spindelart som först beskrevs av Eugen von Keyserling 1891.  Teudis parvulus ingår i släktet Teudis och familjen spökspindlar. Inga underarter finns listade i Catalogue of Life.